# Henriette Kinsky
Henriette Kinsky, počeštěně Henrietta Kinská, (* 13. ledna 1958 Vídeň) je příslušnice šlechtického rodu Kinských a pochází z jeho sloupské větve.

## Život

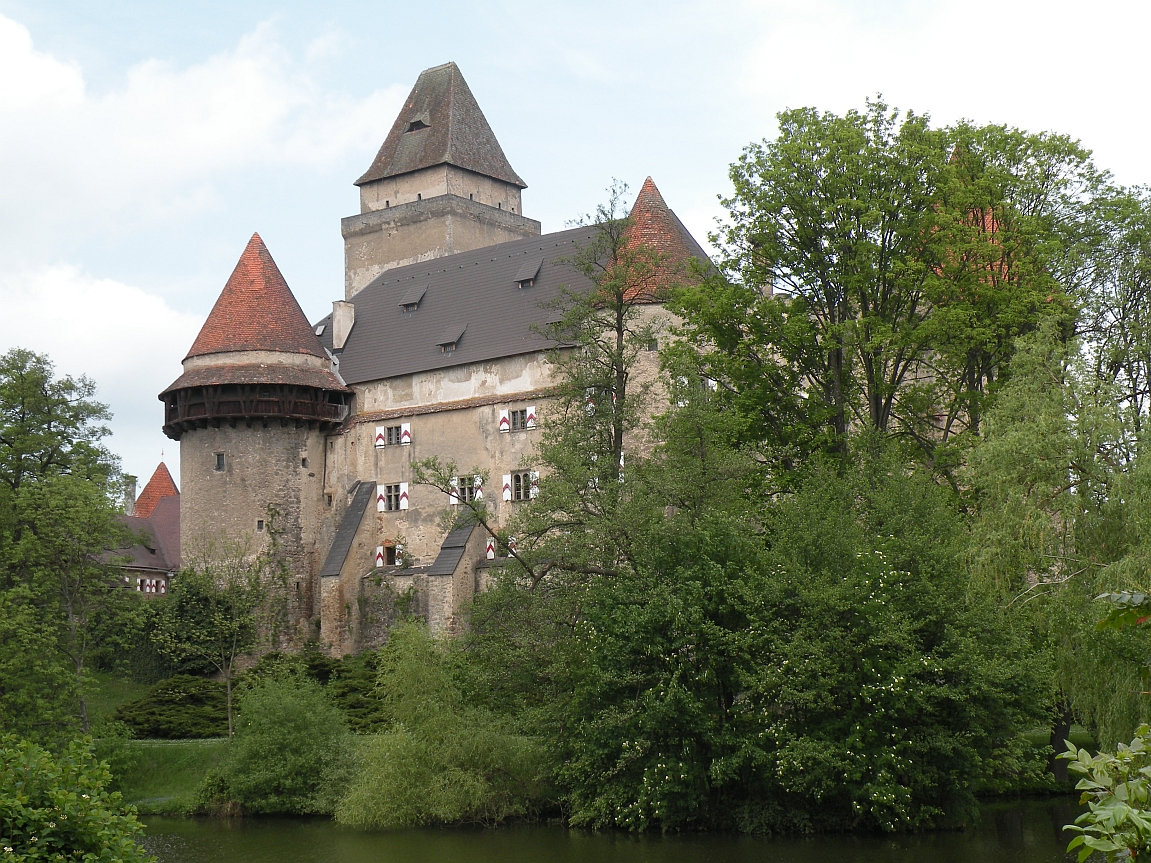
Vodní hrad Heidenreichstein

Henriette se narodila jako dcera Christiana Leopolda Kinského (1924–2011) a Josefiny, rozené Straten-Ponthoz (1921–2020). Henriettin dědeček z matčiny strany Rudolf hrabě van der Straten-Ponthoz byl adjutantem následníka trůnu arcivévody Františka Ferdinanda d´Este.
Henriette vyrůstala v dolnorakouském městě Heidenreichstein, kde její rodiče od roku 1961 vlastnili hrad Heidenreichstein. V roce 1976 odmaturovala na gymnáziu ve Vídni. Po maturitě studovala hotelovou školu v Klessheimu a pracovala v podnicích cestovního ruchu v Kitzbühelu a u Wörthersee. V současné době se věnuje malování, fotografování a zastupuje rodinu při veřejných vystoupeních.